# キリスト教神学
キリスト教神学（キリストきょうしんがく）とは、キリスト教信仰に関する神学である。
キリスト教神学者は、聖書を釈義し、分析し、また、理解を助け、講解し、キリスト教を弁護し弁証する。
キリスト教神学は、主に旧約聖書と新約聖書のテキスト、およびキリスト教の伝統に焦点を当てている。キリスト教神学者は、聖書の解釈、合理的分析、および議論を使用する。神学者がキリスト教神学の研究を行う理由は様々であるが、例えば次のような理由が挙げられる。
- キリスト教の教義をよりよく理解するのを助ける[1]
- キリスト教と他の伝統を比較する[2]
- 反対や批判に対してキリスト教を擁護する
- キリスト教会の改革を促進する[3]
- キリスト教の布教に協力する[4]
- キリスト教の伝統の資源を活用して、現在の状況や認識された必要性に対処する[5]
- キリスト教哲学、特に新プラトン主義哲学の教育[6][7]

キリスト教は世界的な宗教であるが、キリスト教神学は非教会的な西洋文化、特に近代以前のヨーロッパに広く浸透している。

## 神学の方向性
- 保守的キリスト教
- リベラルキリスト教
  - 進歩的キリスト教
- 穏健派キリスト教

## キリスト教の伝統
キリスト教神学は、キリスト教の伝統の主要な分派であるカトリック、正教会、プロテスタントの間で大きく異なる。それぞれの伝統には、神学校や聖職者養成に対する独自のアプローチが存在する。

## 歴史

### 主な神学者
- エイレナイオス（c.130–c.202） – 初期教父で、グノーシス主義への反対を通じて正統神学の骨格を築いた。代表作には『異端反駁（英語版）』などがある。
- オリゲネス（c.185–c.253） – アレクサンドリアの神学者。聖書解釈における象徴主義と三重の意味（文字的・道徳的・霊的）を提示した。
- アタナシオス（c.296–373） – アリウス派に対抗し、三位一体を擁護した。『聖霊論』『受肉について』などで正統派キリスト論を確立した。
- アウグスティヌス（354–430） – 西方教会最大の教父。プラトンや新プラトン主義の影響を受け、原罪、恩寵、時間、三位一体などに関する神学体系を確立した。著書は『告白』『神の国』など。
- アンセルムス（1033–1109） – 「理解を求める信仰（英語版）」の姿勢で知られる。キリストの贖罪論（英語版）と神の存在論的論証も有名である。
- トマス・アクィナス（1225–1274） – アリストテレスの影響のもと、スコラ哲学を完成させた中世最大の神学者。理性と信仰の調和を追求した。『神学大全』などの著作がある。
- マルティン・ルター（1483–1546） – 宗教改革の中心人物。「信仰による義」を強調し、聖書主義を主張した。『95箇条の論題』『奴隷意志論』などを著した。
- ジャン・カルヴァン（1509–1564） – 改革派神学の確立者。予定説と主権的神観を展開した。代表作には『キリスト教綱要』などがある。

## 構成

### 組織神学
組織神学とはキリスト教神学の一分野であり、キリスト教の信仰と信念について、秩序立った、合理的で首尾一貫した説明を定式化するものである。組織神学はキリスト教の基礎となる聖典を利用しながら、同時に歴史を通じてのキリスト教の教義の発展、特に初期教会の公会議（ニカイア公会議など）と哲学的進化を調査する。神学思想の体系には、広くも具体的にも適用できる方法の開発が内在している。キリスト教組織神学では、通常、以下のことを探求する。
- 神論
- 三位一体論
- キリスト論 – イエス・キリスト/御子の性質と人格の研究
- 聖霊論 – 聖霊の研究
- 啓示
- 聖書解釈学 – 聖書のテキストの解釈
- 創造
- 神の摂理
- 神学論 – 全能の神の創造と悪に対する寛容を説明する
- 哲学
- 罪の研究
- 父祖学
- 救済論 – 救済の研究
- 教会論 – キリスト教教会の研究
- 終末論 – 人類の究極の運命
- 倫理神学 (道徳神学)
- キリスト教人類学
- 来世

### その他の分類
- 哲学的神学（英語版）（トマス・アクィナスの神の存在証明など）
  - 形而哲学
  - 認識論
  - 人間論
  - 自然神学
- 歴史神学：(キリスト教史・教会史)キリスト教の歴史を考察。
  - マリア神学
  - 信条学 (symbolics)：使徒信条／ニカイア・コンスタンティノポリス信条など信仰箇条の研究。
  - 弁証学：異教世界からの批判に対して、キリスト教信仰と教義の真理性を擁護するための研究。
- 実践神学 (牧会神学)
  - 典礼学 (Liturgics（英語版）)：典礼の意味内容・典礼史の研究。 なお、これはカトリックでの呼称で、礼拝学がプロテスタントでの呼称。
  - 説教学 (Homiletics（英語版）)：説教がキリスト教信仰において果たす役割について研究をして、説教の方法について教授をする。
  - 教会法：教会の基本法である教会法の研究。カトリック教会の教会法はカノン法。
  - 司牧学：キリスト教生活の実践的な方法の研究。 なお、これはカトリックでの呼称で、牧会学がプロテスタントでの呼称。
  - 宣教学：（伝道論）伝道・宣教の仕方について研究する。
  - 霊性神学(神秘神学)
- 現代神学の課題
  - 諸宗教の神学：キリスト教以外の諸宗教の救いの可能性について考察する神学。第2バチカン公会議は『教会憲章』において諸宗教を信奉している人々の救いの可能性について言及し、諸宗教対話の重要性を指摘している[9]。(「無名のキリスト者」論など)
  - 解放の神学：20世紀半ば、南米における社会・政治・経済環境によって生まれた神学。「救い=解放」と解釈し、支配層から抑圧されている民衆の解放を志向する[10]。類似のものとして、日本では部落問題の苦難を表す「荊冠(ケイカン)の神学」、インドの「ダリット神学」などがある。
  - フェミニズムの神学：北米において「解放の神学」の方法論を用いて展開された神学。男尊女卑思想が、聖書の記述にも影響を与えていることから、女性の視点から聖書を見直し、時代的・文化的制約からの解放を志向する[11]。
- その他（未分類）
  - 教父学（聖師父学）
  - 神義論
  - 再臨
  - 異端・カルト論
  - ディスペンセーション神学
  - セカンドチャンス論